# Colégio São Carlos
O Colégio São Carlos, localizado à Rua Episcopal, n° 1859, na cidade de São Carlos (São Paulo), consta da lista de bens de interesse histórico publicada em 2021 pela Fundação Pró-Memória de São Carlos (FPMSC).

## História
O Colégio São Carlos iniciou suas atividades em 1º de fevereiro de 1905 em um sobrado que se localizava na esquina das atuais ruas Padre Teixeira e Dona Alexandrina, sob coordenação das irmãs Saint-Odillon e Saint-Bernard, da Congregação do Santíssimo Sacramento, que chegaram à cidade de São Carlos em dezembro do ano anterior (1904). O trabalho educacional das freiras se inspirava na obra do Padre Pierre Vigne e a escola era destinada principalmente à educação de jovens moças das classes sociais privilegiadas da região.
Em 1906, o Colégio São Carlos foi realocado para o Palacete Conde do Pinhal; onde funcionou até dezembro de 1913. Nessa data, transferiu-se para o prédio próprio que ocupa até os dias atuais. A pedra fundamental do atual edifício foi assentada em1912, em cerimônia solene que contou com a presença do Bispo da cidade, no quarteirão localizado entre as ruas Padre Teixeira, Nove de Julho, São Sebastião e Episcopal, em um terreno de 1.943 metros quadrados. O projeto da edificação é assinado pelo escritório de engenharia Mello e Companhia, que se localizava em São Paulo, e sua obra foi comandada pelo empreiteiro Germano Fehr e fiscalizada pelo engenheiro Francisco Homem de Mello.
O Colégio tinha capacidade para 400 alunas, sendo 130 em regime de internato. Oferecia dois cursos: 
1. Colegial: disciplinas para a formação de boas esposas e mães, "com traquejo para recepções na sociedade local –, como ciências, letras e língua portuguesa e línguas estrangeiras";[3] e
2. Curso para normalistas (Magistério de 1º grau ou Pedagógico): "reforço das disciplinas ministradas na Escola Normal Secundária que funcionava em São Carlos".[3]

## Patrimônio tombado
Entre 2002 e 2003, a Fundação Pró-Memória de São Carlos (FPMSC), órgão da prefeitura, fez um primeiro levantamento (não-publicado) dos "imóveis de interesse histórico" (IDIH) da cidade de São Carlos, abrangendo cerca de 160 quarteirões, tendo sido analisados mais de 3 mil imóveis. Destes, 1.410 possuíam arquitetura original do final do século XIX. Entre estes, 150 conservavam suas características originais, 479 tinham alterações significativas, e 817 estavam bastante descaracterizados. O nome das categorias das edificações constantes na lista alterou-se ao longo dos anos. 

A edificação de que trata este verbete consta como "Edifício tombado" (categoria 1) no inventário de bens patrimoniais do município de São Carlos, publicado em 2021 pela Fundação Pró-Memória de São Carlos (FPMSC), órgão público municipal responsável por "preservar e difundir o patrimônio histórico e cultural do Município de São Carlos". A referida designação de patrimônio foi publicada no Diário Oficial do Município de São Carlos nº 1722, de 09 de março de 2021, nas páginas 10 e 11. De modo que consta da poligonal histórica delimitada pela referida Fundação, que "compreende a malha urbana de São Carlos da década de 40". A poligonal é apresentada em mapa publicado em seu site, onde há a indicação de bens em processo de tombamento ou já tombados pelo Condephaat (órgão estadual), bens tombados na esfera municipal e imóveis protegidos pela municipalidade (FPMSC).
| “ | Categoria 1: são edificações tombadas em quaisquer níveis (municipal, estadual ou federal) e inscritas no Inventário de Bens Patrimoniais do Município, sendo proibida a demolição e permitidas ou não reformas, desde que seguidas as orientações específicas do processo de tombamento e da aprovação do projeto pela Prefeitura Municipal, pela entidade e conselho municipal de defesa do patrimônio, e demais órgãos competentes, federais, estaduais e/ou municipais. | ” |
|   | |   |

## Ecletismo em São Carlos
O Ecletismo chegou à cidade de São Carlos por conta da riqueza advinda do período cafeeiro e pela construção da ferrovia, a partir de 1884. Foi um período de expansão urbana do município. Além disso, grande número de trabalhadores imigrantes traziam consigo conhecimento de métodos construtivos europeus, que foram sendo incorporados às práticas construtivas locais. Construções em estilo Eclético eram símbolo de status social.